# Anomalochrysa maclachlani
Anomalochrysa maclachlani is een insect uit de familie van de gaasvliegen (Chrysopidae), die tot de orde netvleugeligen (Neuroptera) behoort. 
Anomalochrysa maclachlani is voor het eerst wetenschappelijk beschreven door Blackburn in 1884.